# کمال‌آباد (قزوین)
کمال‌آباد (قزوین)، روستایی از توابع بخش رودبار، شهرستان قزوین در استان قزوین ایران است.

## جمعیت
این روستا در دهستان رودبار محمد زمانی قرار دارد و بر اساس سرشماری مرکز آمار ایران در سال ۱۳۸۵، جمعیت آن ۲۹ نفر (۸خانوار) بوده‌است.